# .om
‎.om‏ دامنه اینترنتی سطح بالای کد کشوری اختصاص داده شده به کشور عمان است.

## ثبت
در حال حاضر مرجع نظارتی مخابرات محل ثبت دامنه های .om میباشد; این مرجع صرفا مسئول مدیریت دامنه ".om" و ".عمان" است. در انجام این کار، مرجع ممکن است:

۱.قوانین و دستورالعمل ها برای مدیریت دامنه های مذکور را تنظیم کند.

۲.ثبت کنندگان معتبر را تایید و لیستی شامل اسامی آنها در وبسایت سازمان یا جای دیگری منتشر کند.

۳.بر ثبت کنندگان معتبر جهت بررسی انطباق آنها با قوانین و دستورالعمل های مربوط به دامنه ها نظارت کند.

۴.تصمیمات مربوط به ختم اعتبار ثبت کنندگان معتبر را در وبسایت سازمان یا جای دیگری منتشر کند.

۵.بدون لطمه به مفاد قانون مالکیت صنعتی و آیین نامه اجرایی، نسبت به اعتراضات و شکایاتی که از سوی ثبت کنندگان معتبر یا هر یک از طرف های ذیربط در موضوعات مربوط به اجرای مفاد این آیین نامه، اقدام نماید.

## .om Zones
دامنه .om از Domain Zone های زیر تشکیل شده است:
| Zone       | دسته های ثبت |
| ---------- | --- |
| .om        | برای بخش های اداری دولت و شرکت های مجاز در عمان                                                                             |
| .co.om     | برای شرکت ها و کسب و کار های ثبت شده در عمان                                                                                |
| com.om     | برای شرکت ها و کسب و کار های ثبت شده در عمان                                                                                |
| .org.om    | برای شرکت های غیر انتفاعی مجاز در عمان                                                                                      |
| .net.om    | برای شرکت هایی که در عمان خدمات مخابراتی ارائه میدهند                                                                       |
| .edu.om    | برای موسسات آموزشی خصوصی یا دولتی                                                                                           |
| .gov.om    | برای ادارات دولتی عمان |
| .museum.om | برای نهاد های دولتی یا خصوصی که مالک یا مدیر موزه عمان هستند                                                                |
| .pro.om    | برای اتحادیه های کارگری یا انجمن های حرفه‌ای دارای مجوز از دولت عمان؛ مانند: دکتر ها و مهندسان دارای مجوز یا هر عضوی از آنها |
| .med.om    | برای شرکت های پزشکی دولتی یا خصوصی                                                                                          |

## ثبت کنندگان معتبر
ثبت کننده معتبر هر شخص یا نهادی است که طبق یک توافق نامه (Registrar Accreditation) از طرف سازمان مجاز به دریافت درخواست های ثبت دامنه های اینترنتی، تصمیم گیری، ثبت، انتقال، توقف، حذف آنها و انجام هر اقدام لازمی در رابطه با دامنه ها با توجه به خطوط تعریف شده در موافقت نامه اعتبارسنجی ثبت (Registrar Accreditation Agreement) باشد.
سازمان درخواست های شرکت ها و موسساتی که مایل به دریافت اعتبار هستند، بررسی کرده و در رابطه با آنها تصمیم میگیرد.
ثبت کنندگان معتبر فعلی عبارتند از:
- GulfCyberTech E- Solutions
- Omani Qatari Telecommunication Company (Nawras) بایگانی‌شده  در ۳ سپتامبر ۲۰۱۴ توسط Wayback Machine
- Oman Telecommunication Company